# Grzybówka pomarańczowoblaszkowa

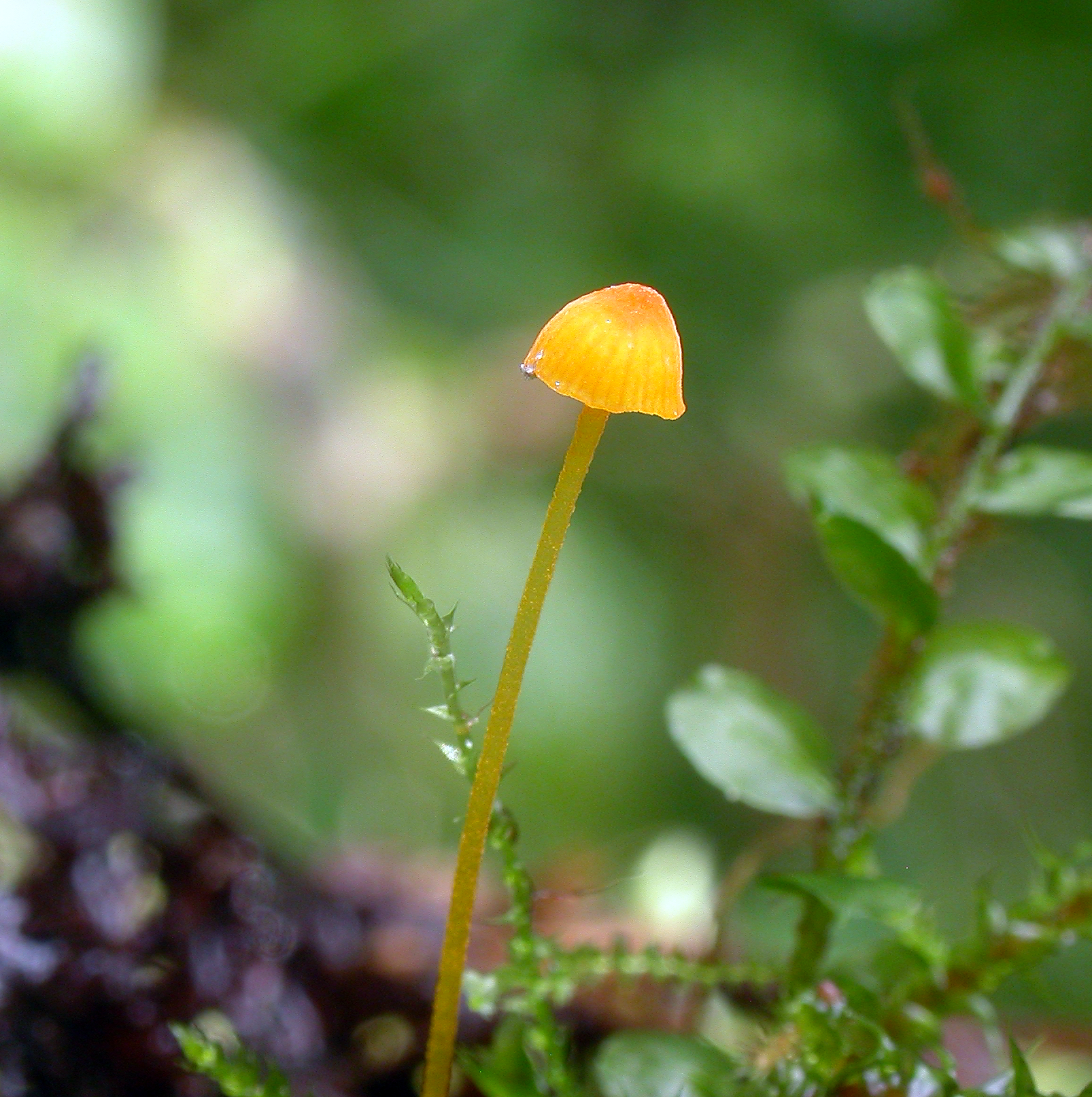

Grzybówka pomarańczowoblaszkowa (Mycena oregonensis A.H. Sm.) – gatunek grzybów z rodziny grzybówkowatych (Mycenaceae).

## Systematyka i nazewnictwo
Pozycja w klasyfikacji według Index Fungorum: Mycena, Mycenaceae, Agaricales, Agaricomycetidae, Agaricomycetes, Agaricomycotina, Basidiomycota, Fungi.
Takson ten opisał w 1936 r. Alexander Hanchett Smith na igliwiu w Oregonie (USA).
Polską nazwę zaproponował Władysław Wojewoda w 2003 r.

## Morfologia
Kapelusz
Średnica 2–10 mm, początkowo stożkowy, dzwonkowaty lub paraboliczny, potem wypukły, często z małym garbkiem, półprzeźroczyście prążkowany. Jest higrofaniczny, Powierzchnia delikatnie oprószona, jasnopomarańczowa z żółtymi odcieniami, z wiekiem bardziej żółta, ale z pomarańczowym środkiem.
Blaszki
W liczbie 7–10 dochodzących do trzonu, brzuchate, szeroko przyrośnięte, bladożółte lub białawe z jasnożółtym brzegiem.
Trzon
Wysokość 15–60 mm, grubość 0,3–0,5 mm, prosty lub nieco skrzywiony, giętki. Cała powierzchnia delikatnie owłosiona i promieniście pokryta drobnymi, włókienkami o barwie od żółtej do biało-żółtej. Jest połyskująca z wyjątkiem wierzchołka. Barwa pomarańczowa, na wierzchołku jaśniejsza.
Miąższ
Bardzo cienki, kruchy, bez zapachu.
Cechy mikroskopowe
Podstawki 22–28 × 5–6 µm, maczugowate, smukłe, 2-zarodnikowe ze sterygmami o długości do 7 µm. Zarodniki 6,6–9,8 × 3,3–5,5 µm, Q=1,6–2,3, Qav =1,97, pipetowate, gładkie, amyloidalne. Cheilocystydy 13–68 × 7–17 µm, wrzecionowate, baryłkowate lub workowate, z szeroko zaokrąglonym wierzchołkiem, gładkie, czasem z jednym lub dwoma odrostami, z żółtą zawartością. Pleurocystydy podobne, rzadkie. Trama blaszek w odczynniku Melzera nie zmienia barwy na winną. Strzępki włosków kapelusza o szerokości 2–48 µm, pokryte prostymi lub rozgałęzionymi wyrostkami o wymiarach 2,5–30 × 1–2 μm, tworzące gęste masy. Strzępki warstwy korowej trzonu o szerokości 2–3,5 µm, pokryte cylindrycznymi, dość grubymi naroślami 2–15 × 1–4 μm. Czasem narośla te przypominają cystydy, są wrzecionowate lub workowate, o wymiarach, do 40 × 8 μm z gładkimi końcowymi komórkami. Strzępki warstwy korowej trzonu szerokości 2–3 µm, gładkie. Kaulocystydy liczne, w kępkach, 13–70 × 7–22,5 µm, kuliste, elipsoidalne, wrzecionowate, niemal cylindryczne, z żółtą zawartością. Sprzążek brak.
Gatunki podobne
Podobny, pomarańczowoczerwony kapelusz ma grzybówka szpilkowa (Mycena acicula). Jest ona jednak zazwyczaj bardziej czerwona i blaknie do bardziej żółtawej. Poza tym różni się mikroskopijnie. Jej podskórkową warstwę tworzą komórki kuliste lub prawie kuliste, podczas gdy u M. oregonensis są one wydłużone. Strzępki warstwy korowej trzonu M. acicula pokryte są grubymi naroślami zatopionymi w galaretowatej masie, u M. oregonensis są one gładkie i suche. Cheilocystydy i kaulocystydy u M. acicula nie mają żółtej zawartości.
Rudolph Arnold Maas Geesteranus w 1990 r. na materiale amerykańskim opisał podstawki Mycena oregonensis jako czterozarodnikowe i stwierdził obecność sprzążek. Stwierdził także, że w europejskich kolekcjach gatunek ten miał podstawki 2-zarodnikowe i bez sprzążek. A. Ronikier w 2003 r. u grzybów znalezionych w Polsce stwierdził brak sprzążek. Robich w 2003 r. stwierdził na grzybach zebranych we Włoszech, że sprzążki występowały na strzępkach włosków i warstwie korowej trzonu.

## Występowanie i siedlisko
Występuje w Ameryce Północnej i Europie. Władysław Wojewoda w zestawieniu grzybów wielkoowocnikowych Polski w 2003 r. przytacza tylko jedno stanowisko podane przez A. Ronikera w 2003 r. w kosodrzewinie na Sarniej Skale w Tatrach.
Grzyb saprotroficzny. Występuje na opadłych igłach, małych gałązkach i szyszkach lub wśród mchu pod świerkami, często w miejscach dość wilgotnych, bogatych w paprocie. Występuje również wśród opadłych liści pod olszą. Owocniki od lata do jesieni.